# Lesja
Lesja là một đô thị ở hạt Oppland, Na Uy. Nó là một phần của khu vực truyền thống của Gudbrandsdal. Trung tâm hành chính của đô thị này là làng Lesja.
Giáo xứ của Lesje được thành lập như là một đô thị ngày 1/1/1838 (xem formannskapsdistrikt). Khu vực Dovre đã được tách từ Lesja để trở thành một đô thị của riêng mình vào năm 1861.
Lesja giáp ở phía bắc của đô thị Nesset, Sunndal, và Oppdal; ở phía đông giáp Dovre; ở phía nam của Vågå và Lom; ở phía tây nam của Skjåk; và phía tây giáp Rauma.